# Universal Carrier

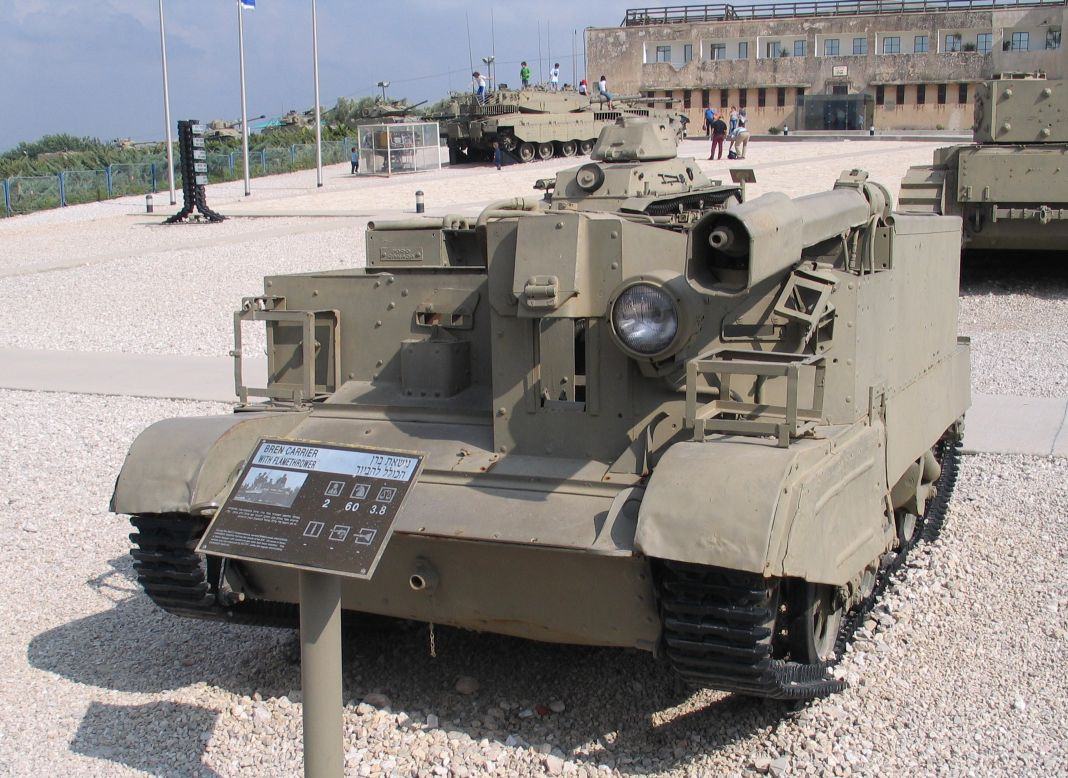
Вогнеметний Юніверсал Керріер

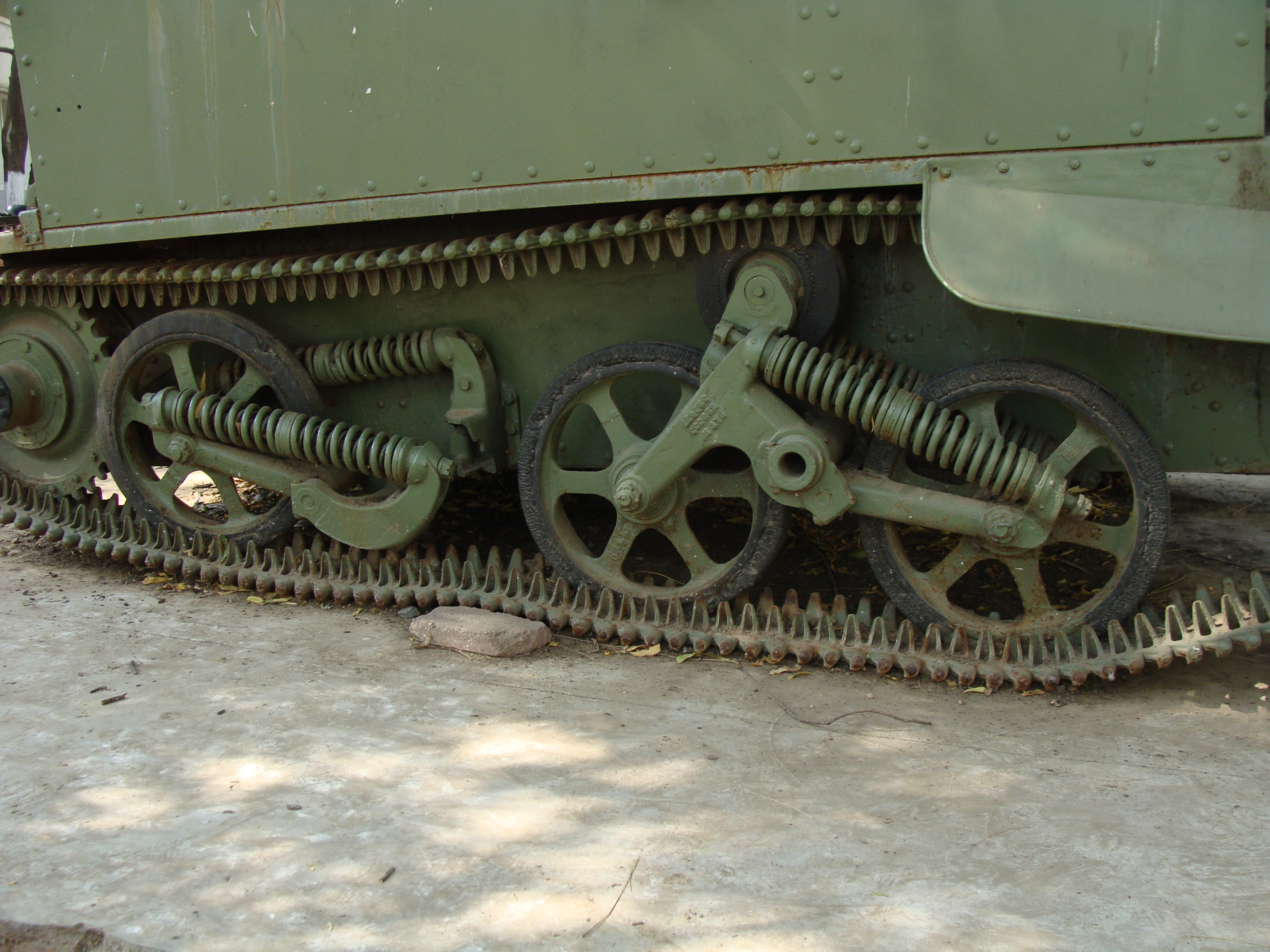
Ходова частина зі зламаним балансиром, Ахмадабад, Індія

Universal Carrier (в перекладі з англ. «Універсальний транспортер»), широко відомий також як Bren Carrier (англ. «носій «Брена») — британський легкий багатоцільовий бронетранспортер 1930-х років та періоду Другої світової війни. Створений фірмою Vickers-Armstrong в 1934 — 1936 роках та призначався на роль носія різних озброєнь, насамперед кулеметів, один з яких дав машині її поширене ім'я. Серійне виробництво Universal Carrier тривало з 1936 по 1945, крім Великої Британії, в модифікованому вигляді (з чотирма котками та двигуном Форд Мерк'юрі) вони випускалися також в Канаді під позначенням T16. Всього було випущено близько 90 000 бронетранспортерів цього типу, що зробило його одним з наймасовіших зразків бронетехніки в історії. Universal Carrier був основним бронетранспортером Великої Британії та країн Співдружності у Другій світовій війні та використовувався в самих різних ролях — бронетранспортера піхотних підрозділів, носія озброєнь, підвозчика боєприпасів, артилерійського тягача, розвідувальної машини та інших. Значна кількість машин також було під час війни поставлено європейським союзникам Великої Британії, перш за все СРСР. Після війни Universal Carrier залишався на озброєнні Великої Британії аж до 1950-х років та застосовувався в Корейській війні, а також поставлявся в ряд інших країн, в деяких з яких він був знятий з озброєння лише в 1960-ті роки.

## Виробництво
У Великій Британії, випускався декількома компаніями, серед них Ford Великої Британії. До 1945 виробництво склало приблизно 57 000 всіх варіантів.
Universal Carrier також проводився в Канаді (29 000 од.), в Австралії (близько 5 000), Нової Зеландії (близько 1 300) і в США (близько 20 000, не рахуючи T16).

## Бойове застосування

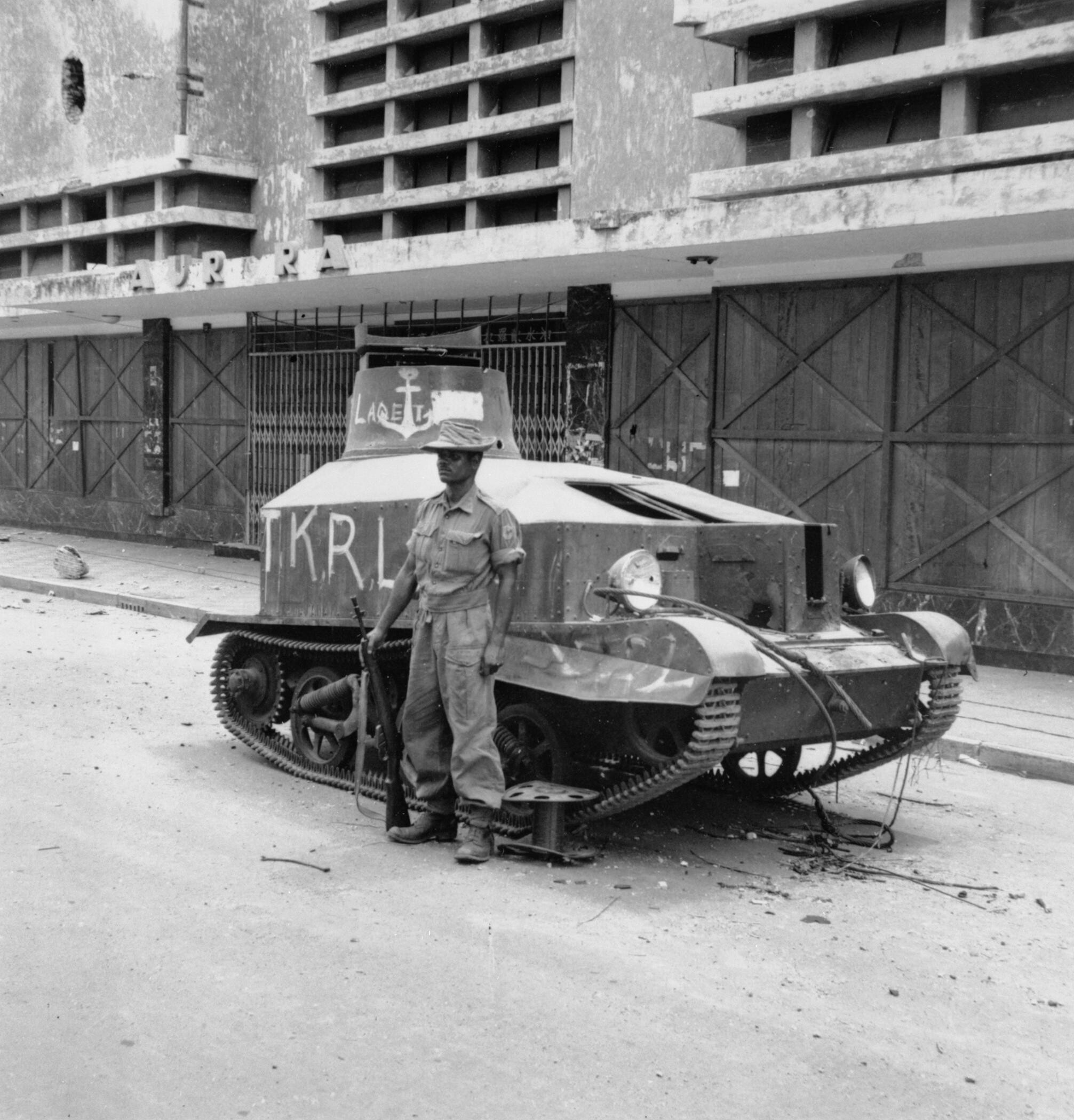
«Universal Carrier», захоплений та переобладнаний загонами індонезійських націоналістів під час боїв на о. Ява.

Незважаючи на великий недолік — недостатню вогневу потужність БТРи Universal Carrier застосовувалися для задач розвідки та бойової охорони.